# Yitzhak Livni

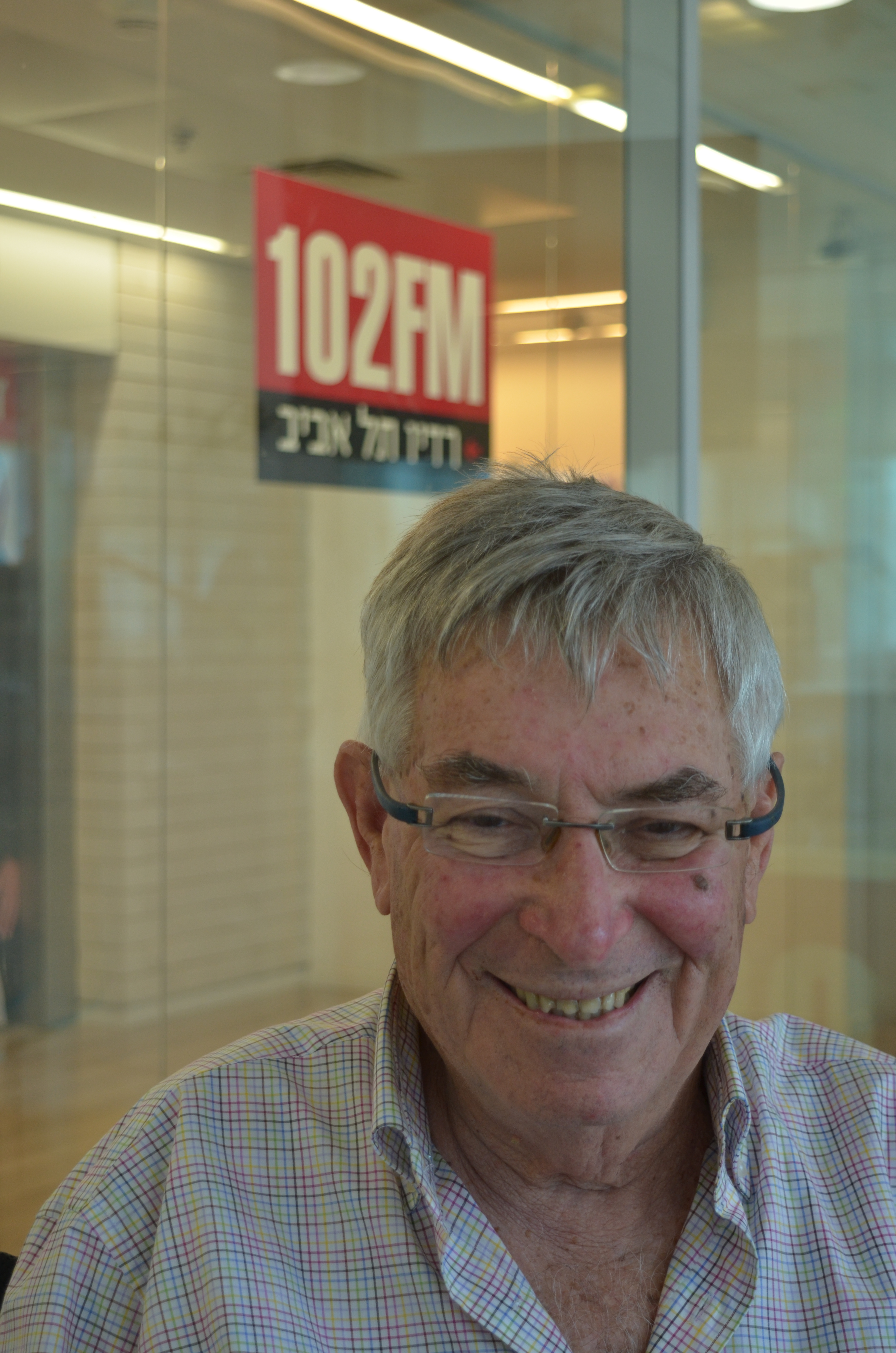
Yitzhak Livni

Yitzhak Livni (* 17. Oktober 1934 in Łódź; † 12. Februar 2017 in Jerusalem) war ein israelischer Journalist, Hörfunkintendant und Autor.

## Leben
Livni wurde in Polen geboren und wanderte als Kind nach Tel Aviv aus. Er war von 1956 bis 1971 Herausgeber der Zeitschrift Bamahane Nahal, die ab 1961 in Bamahane umbenannt wurde. Von 1968 bis 1974 war er Hörfunkintendant des Radiosenders Galei Zahal. Zwischen 1974 und 1979 war er CEO der Israel Broadcasting Authority.
Er war zunächst mit der Dichterin Dalia Rabikovich verheiratet. Später heiratete er die Politikerin Eti Livni, mit der er drei Kinder bekam.
Livni starb 2017 im Alter von 82 Jahren.